# Begonia pantherina
Espèce
Begonia pantherina est une espèce de plantes de la famille des Begoniaceae. Ce bégonia est originaire du Mexique. L'espèce a été décrite en 1862 par Jean Linden (1817-1898), à la suite des travaux de Jules Antoine Adolph Henri Putzeys (1809-1882). L'épithète spécifique pantherina signifie « panthère ».

## Répartition géographique
Cette espèce est originaire du pays suivant : Mexique.